# إيتشيرو ياماموتو
إيتشيرو ياماموتو (باليابانية: 山本一郎؛ بالكانا: やまもと いちろう) هو طيار بطل ياباني، ولد في 1918 في إهيمه في اليابان، وتوفي في 19 يونيو 1944 في بحر الفلبين.